# بوگای دمنگنگسکی
بوگای دمنگنگسکی (به لهستانی:  Bugaj Dmeniński) یک روستا در لهستان است که در گمینا کودرانب واقع شده‌است. بوگای دمنگنگسکی ۹۰ نفر جمعیت دارد.